# Spermizid
Ein Spermizid ist ein Spermien-abtötendes Mittel, welches zur Empfängnisverhütung eingesetzt wird. Durch das Abtöten der Spermien wird eine Befruchtung verhindert.
In den meisten Spermiziden ist die chemische Verbindung Nonoxynol-9 der medizinisch wirksame Bestandteil, welcher in den letzten Jahren in die Diskussion gekommen ist, da er die Vaginalschleimhaut reizen und verletzen kann.
Als verhütende Produkte werden auch Gels auf Grundlage von Milch- oder Zitronensäure angeboten. Da eine saure Umgebung die Spermien zwar nicht abtötet, aber lähmt, sind solche Produkte nicht spermizid im Sinne der Definition, werden aber wegen der gleichen Verwendungsabsicht und Darreichung als Gel oft damit verwechselt. Die Spermien können nicht mehr aktiv schwimmen und auch den Muttermund mit seiner basischen Umgebung nicht mehr passiv erreichen. Bei ähnlicher Wirkung bieten Nonoxynol-9-freie Produkte den Vorteil, beim Oralsex nicht bitter zu schmecken.
Spermizide gibt es in verschiedenen Darreichungsformen: So sind sie z. B. in vielen Scheidenzäpfchen enthalten. Ferner gibt es Spermizid-Gele zur Anwendung mit Barriereverhütungsmitteln für die Frau, wie Diaphragma, Portiokappe oder LEA contraceptivum.
Auch versehen einige Hersteller von Kondomen ihre Produkte mit spermiziden Gleitmitteln.
Spermizide haben bei alleiniger Anwendung einen Pearl-Index von 3 bis 21.
Verhütungsgels und Cremes sollten immer zusammen mit einer Barrieremethode (wie etwa einem Diaphragma oder Kondom) benutzt werden, um die Verhütungssicherheit zu erhöhen.
Cremes oder Zäpfchen mit Spermiziden, die nicht auf Wasserbasis entwickelt wurden, dürfen jedoch nicht mit Latex-Kondomen verwendet werden, weil sie den Gummi porös machen.